# Demonstracja (wojsko)
Demonstracja – forma manewru taktycznego odciągająca uwagę przeciwnika bez podejmowania walki. Siły prowadzące działania demonstracyjne stosują ogień, przemieszczanie, dym, środki walki elektronicznej i urządzenia łączności wykorzystywane do pozorowania walki.